# Marc-Antoine Eidous
Marc-Antoine Eidous (* 1710 oder 1727 in Marseille; † 1780 oder 1790) war ein französischer Übersetzer und einer der Hauptbeiträger zur Encyclopédie für die Themengebiete Heraldik, Hufschmiede- und Reitkunst.

## Leben und Werk

### Eidous als Übersetzer
Das Leben von Marc-Antoine Eidous ist nur in Umrissen bekannt. Er diente zunächst als Ingenieur in der spanischen Armee und ging dann in den 1740er Jahren nach Paris, wo er als Übersetzer arbeitete. Eidous übertrug rund dreißig Jahre lang vorwiegend englischsprachige Werke ins Französische. Unter anderem übersetzte er George Campbells A dissertation on miracles (eine Erwiderung auf David Humes Essay on miracles), Francis Hutchesons Inquiry into the original of our ideas of beauty and virtue, Adam Smiths Theory of moral sentiments und Horace Walpoles The Castle of Otranto. Daneben übersetzte er auch Bücher aus dem Lateinischen, Spanischen (etwa das mehrbändige Werk des Jesuitenpaters Joseph Gumillas  (1686–1750) über den Orinoco) und anderen Sprachen. Friedrich Melchior Grimm rezensierte eine Reihe dieser Übersetzungen in seiner Zeitschrift Correspondance littéraire und äußerte sich mehrfach negativ über Eidous’ Leistungen. In einer Besprechung aus dem Jahr 1766 spöttelte Grimm, Eidous könne nicht mehr als fünfzehn Tage für die Übersetzung eines Bandes benötigen. Und rund drei Jahre später bilanzierte Grimm sogar, unter den schlechten französischen Übersetzern sei Eidous der Allerschlechteste.

### Beiträger zurEncyclopédie
Als Beiträger zur Encyclopédie wurde Eidos vermutlich von Diderot geworben. Eidous und Diderot kannten sich spätestens seit 1744, als sie beide zu den Übersetzern von Robert James (1703–1776) Medical dictionary gehörten. Und schon 1746 wird Eidous als Zahlungsempfänger in den Rechnungsbüchern des Verlegers Pariser Verlegers André-François Le Breton genannt. Zwischen 1746 und 1748 erhielt Eidous für seine Lexikonartikel eine Summe von mehr als 2.900 Livres. Stellt man dieser Summe seine rund 450 – zumeist recht knappen – Artikel gegenüber, die er zu den ersten vier Bänden beitrug, so wurde Eidous für seine Arbeit an der Encyclopédie gut bezahlt.
Diderot war mit den Beiträgen Eidous’ offenbar nicht besonders zufrieden. Nach Aussage von Luneau de Boisjermain soll Diderot über Eidous’ Artikel zur Heraldik geäußert haben, diese seien „mager“ und „schlecht gemacht“. Im Jahr 1754 zog Diderot Claude Bourgelat hinzu, um die von Eidous geschriebenen Beiträge zur Reitkunst und verwandter Themenbereiche zu prüfen. Als Bourgelat sich unzufrieden äußerte und anbot, selber mitzuarbeiten, übernahm er Eidous’ Aufgabe. Obwohl Bourgelats Beiträge erst im fünften Band der Encyclopédie erschienen, wurde er und nicht Eidous bereits im Vorwort zum vierten Band als Hauptbeiträger für die Bereiche Hufschmiede- und Reitkunst genannt. Zum fünften Band trug Eidous nur noch einen einzigen Artikel bei; danach endete seine Mitarbeit.

### Die Jahre nach 1758
Zwischen 1758 und 1762 taucht Eidous als Professor für Mathematik in Genf auf und kehrte anschließend nach Frankreich zurück. Im Jahr 1765 veröffentlichte er gemeinsam mit Paul Henri Thiry d’Holbach eine Übersetzung von Jonathan Swifts History of the four last years of the Queen und zwischen 1777 und 1780 eine Übersetzung von William Robertsons History of America. Danach verliert sich seine Spur.

## Werke (Auswahl)
Eidous als Übersetzer
- Joseph Gumilla: Histoire naturelle, civile et géographique de l’Orénoque et des principales rivières qui s’y jettent … traduite de l’espagnol sur la seconde édition par M. Eidous, Avignon 1758. Bände 1, 2 und 3 online abrufbar über Gallica, das Digitalisierungsprojekt der französischen Nationalbibliothek.

Eidous als Beiträger zur Encyclopédie
- Liste der von Eidous verfassten Beiträge zur Encyclopédie mit Links auf den Volltext über das Projekt ARTFL.